# Yılmaz Özeren
Yılmaz Özeren (* 27. November 1988 in Izmir) ist ein türkischer Fußballspieler.

## Karriere
Özeren kam in Konak, einem Stadtteil der westtürkischen Stadt Izmir, zur Welt. Hier begann mit dem Vereinsfußball in der Jugend von İzmirspor und erhielt von diesem 2006 einen Profivertrag. Nach einer Spielzeit ohne Pflichtspieleinsatz wechselte er zum Amateurverein Narlıdere Belediyesi GSK und spielte dort eine Spielzeit lang. Zur Saison 2008/09 kehrte er zu Izmirspor zurück und spielte zwei Spielzeiten lang als Stammspieler.
Nachdem Izmirspor zum Sommer 2010 den Klassenerhalt verfehlt hatte und in die Amateurliga abgestiegen war, verließ Özeren den Verein in Richtung des Istanbuler Viertligisten Gaziosmanpaşaspor. Bei diesem Verein etablierte er sich schnell als Stammspieler und stieg mit ihm als Viertligameister 2010/11 in die TFF 2. Lig auf. Ab der Saison 2012/13 spielte er für die Dauer einer Saison nacheinander bei den Drittligisten Yeni Malatyaspor, Tepecikspor, İnegölspor und Nazilli Belediyespor.
Im Sommer 2016 wurde er vom Drittligisten Hatayspor verpflichtet. Mit diesem stieg er am Ende der Saison 2017/18 als Drittligameister in die TFF 1. Lig auf. In der zweiten Liga spielte er nur eine Saisonhälfte für Hatayspor und wechselte in der Winterpause zum Drittligisten Samsunspor.
Zur Saison 2019/20 wurde er an den Zweitligisten Altay İzmir abgegeben.

## Erfolge
- Meister der TFF 3. Lig und Aufstieg in die TFF 2. Lig: 2010/11
- Meister der TFF 2. Lig und Aufstieg in die TFF 1. Lig: 2017/18